# Michael Coxcie

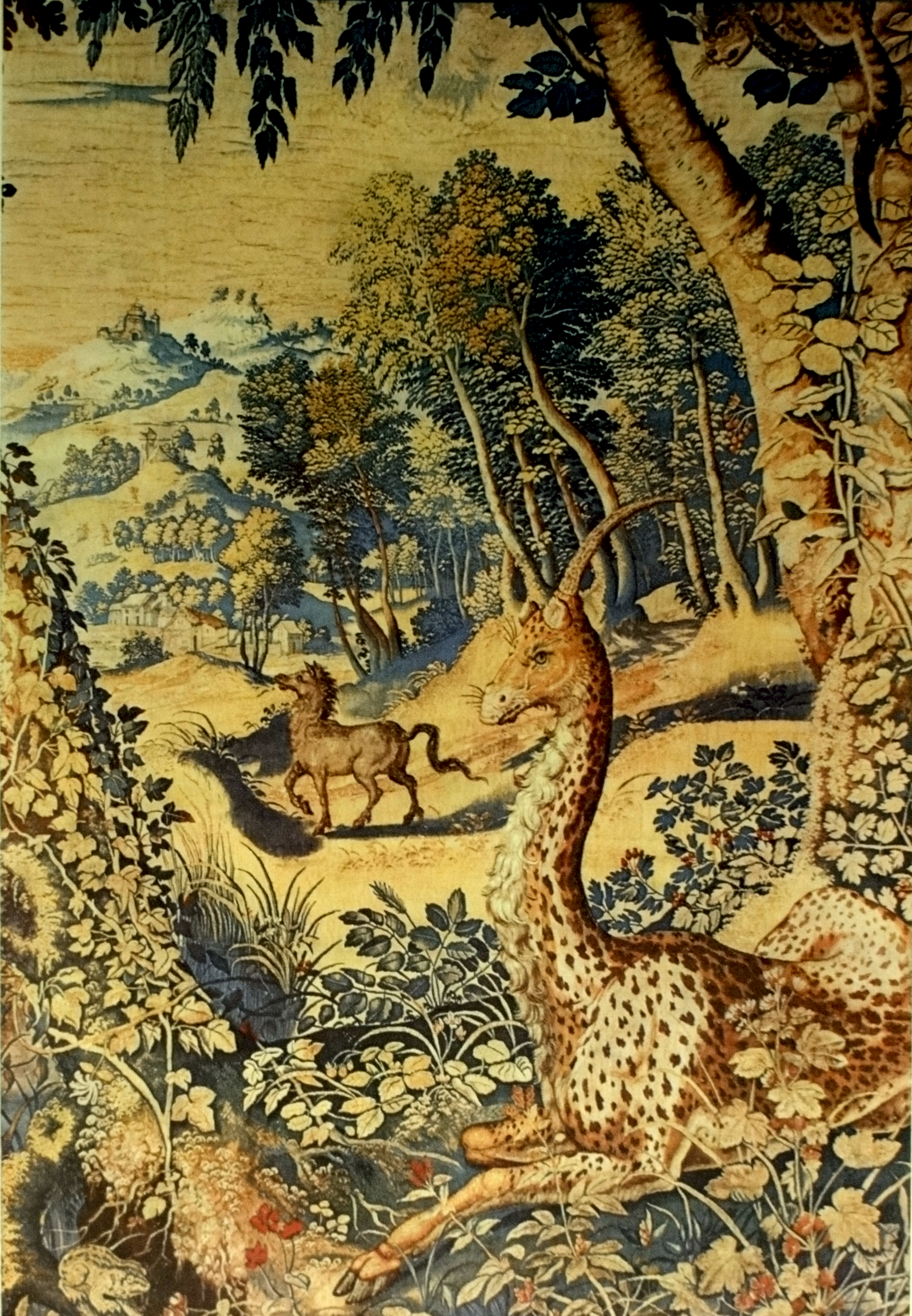
Fragment arrasu Ryś i jednorożec utkanego w Brukseli według projektu Michiela Coxie, Zamek Królewski na Wawelu, (1550)

Michael Coxcie (ur. 5 marca 1499 w Mechelen, zm. 10 marca 1592 tamże) – flamandzki malarz doby renesansu, uczeń Bernarda van Orley i Pietera van Aelsta. Autor, między innymi, szeregu kartonów na podstawie których wykonywano gobeliny, w tym arrasy wawelskie.

## Wybrane prace
- Ostatnia Wieczerza, 1567, Bruksela,
- Historia Psyche,
- Adam i Ewa, Wiedeń,
- Św. Cecylia, Prado,